# Szergej Parmenovics Kotrikadze
Szergej Parmenovics Kotrikadze (grúzul: სერგო კოტრიკაძე, oroszul: Серге́й Парменович Котрикадзе; Csohatauri, 1936. augusztus 9. – Stockholm, 2011. május 3.) grúz labdarúgókapus, edző.
A szovjet válogatott tagjaként részt vett az 1962-es világbajnokságon.

## Sikerei, díjai
Dinamo Tbiliszi
- Szovjet bajnok (1): 1964